# Устюжна
Устюжна (на руски: Устюжна) е град в Русия, административен център на Устюженски район, Вологодска област. Населението на града към 1 януари 2018 година е 8622 души.